# Kriza János emlékezete Erdélyben
Kriza János emlékezete Erdélyben. A Nagyajtán született, Torockón és Székelykeresztúron diákoskodott, tanulmányait Kolozsvárt befejező Kriza János (1811-1875) unitárius püspök költeményeivel, népköltészeti gyűjtésével és nyelvészeti kutatásaival mélyen bevéste nevét Erdély magyar művelődéstörténetébe.

## Emlékezete a 19-20. században

### A 19. században
Ifjúkorának a Remény c. zsebkönyvben közölt népies hangú verseiből nem egy elterjedt a nép körében, így a máig közismert "Erdővidék az én hazám..." c. katonadal. Egy 1842-ben kibocsátott népköltészet-gyűjtő felhívása nyomán állt össze a Vadrózsák c. székely népköltési gyűjtemény anyaga, melyből egy kötetnyi 1863-ban jelent meg Kolozsvárt, több kiadást is megérve, de folytatása csak halála után következett a Magyar Népköltési Gyűjtemény két fiatal követőjének, Benedek Eleknek és Sebesi Jóbnak székelyföldi gyűjtését is tartalmazó III. kötetében (Budapest, 1882).
A kézirati hagyaték további része több mint félszázados lappangás után került elő az MTA pincéjéből, s az ebből megmenthető anyag az ugyancsak erdélyi származású Gergely Pál és Kovács Ágnes szerkesztésében jutott végre nyilvánossághoz (Budapest, 1956).
Erdélyben már a 19. században kibontakozott az író-püspök emlékét idéző irodalom. Jakab Elek 1878-ban "életiratáról" értekezett a Keresztény Magvetőben, s a Budapesten 1892-ben kiadott Kriza album nemcsak Ferenczi Zoltán és Kőváry László méltatásait közli, hanem Jakab Elek emlékbeszédét is a nagyajtai szülőház emléktáblával való megjelölése alkalmából.

### 1900-1944 között
Születésének 100. évfordulóján Boros György (később Kriza János utóda a püspöki székben) újította fel Erdővidék nagy fiának emlékezetét a Keresztény Magvetőben (1911). Ez a tisztelet új erővel jelentkezett Kriza halálának 50. évfordulóján, amikor Kristóf György, Versényi György, Pálfi Márton, György Lajos emlékező cikkei jelentek meg (1925). Később Bözödi György ismertette újra s közölt leveleiből (1937).
Az Erdélyi Helikon Barátai Erdélyi tájszótár c. alatt adták ki tájnyelvi címszavait s találós meséit, az Erdélyi Csillagok c. Erdélyi Szépmíves Céh (ESZC)-kiadványban Ortutay Gyula írt róla esszét (Kolozsvár, 1942). Faragó József Kriza ismeretlen életrajzi adatait mutatta be a Pásztortűzben a Vadrózsák megjelenésének 80. évfordulóján és ugyanő közölt ott harmadfélszáz általa begyűjtött Kriza-levelet.

### 1944 után
Az 1944-et követő években Székelykeresztúron Kriza János Népi Kollégium alakult. 1966-ban jelent meg először, majd az író-tudós 160. születésnapja alkalmából második, átdolgozott kiadásban három erdélyi szerző tanulmánykötete Kriza János cím alatt (Kolozsvár, 1971); ebben Antal Árpád a költőről, Faragó József a népköltési gyűjtőről, Szabó T. Attila a nyelvjáráskutatóról értekezett. Kriza halálának centenáriuma adott alkalmat arra, hogy Faragó József gondozásában a Vadrózsák új kiadása megjelenjék a könnyebb olvasást szolgáló korszerű változtatásokkal, 14 000 példányban (1975). Az évfordulóra az unitárius Keresztény Magvető ünnepi Kriza-számot jelentetett meg, az irodalmi folyóiratok is rendre megemlékeztek a népköltészeti gyűjtés kiemelkedő egyéniségéről.
Külön fejezet Kriza János emlékezete keretében az egykori munkatársak és mesemondók felkutatása. Bár a kérdés régóta foglalkoztatta az irodalomtörténészeket, alapos részletmunkákkal csak az 1960-as évek végétől kezdve sikerült teljesebb névsort összeállítani. 1967-ben Faragó ismertette a munkatársak közül Lőrinczi Elek árkosi tanítót, 1972-ben Fóris Pál fotó-muzeológus mutatta be Gotthárd Gergely mesemondót, 1974-ben pedig A Székelykeresztúri Múzeum Emlékkönyve adott helyet két idevágó értekezésnek. Itt ismertette Faragó József Marosi Gergely székelykeresztúri tanárt, aki "úttörő módon, elsőnek a magyar szépirodalomban, következetesen megjelölte mesemondóinak nevét". A Kriza-gyűjtés egyszerű székely nóta- és mesefáiról a kötetben Borbáth Károly közölt újabb adatokat helyszíni kutatások alapján.
Véletlen folytán került elő Székelykeresztúron egy faládából – "papírhulladéknak minősített anyag között" – Kriza egyik munkatársának, Tiboldi István szentgericei tanítónak a Vadrózsák számára készült, de szerencsétlen módon kéziratban rekedt gyűjtése. A felfedező Mészáros József Adomák és tanítómesék c. alatt (1988), Hagyomány és humor százados sorsa c. bevezető tanulmányával közreadta a gyűjtemény tekintélyes részét.

### 1989 decembere után
1989 decembere után a romániai magyar néprajzkutatók megalakították a Kriza János Néprajzi Társaságot. A költő és népköltészeti gyűjtő születésének 180. évfordulója alkalmából 1991-ben szülőfalujában, az erdővidéki Nagyajtán ünnepélyesen felavatták a Jecza Péter készítette Kriza-mellszobrot. Az avatáson Kovács Lajos, Erdély unitárius püspöke, Horváth Andor művelődésügyi államtitkár és Dávid Gyula, az Erdélyi Magyar Közművelődési Egyesület (EMKE) elnöke elemezte az ünnepelt szerepét, Magyari Lajos költő versét olvasta fel. A vártemplomban sorra kerülő tudományos ülésszakon Faragó József értekezett Kriza János és a Vadrózsák művelődéstörténeti jelentőségéről, Kisgyörgy Zoltán pedig családtörténeti kutatásai alapján kiigazított néhány tévedést. A helybeli tanintézet felvette a Kriza János Általános Iskola nevet.
1991 októberében a kolozsvári Brassai Sámuel Elméleti Líceumban megalakult a Kriza János Önképzőkör.

## További irodalom
- Versényi György: Kriza János. Közli Emlékkönyv az Erdélyi Múzeum-Egyesület félszázados ünnepére. Kolozsvár, 1909-1942. 191-93
- Versényi György: Kriza János emlékezete. Unitárius Könyvtár 2. Kolozsvár, 1925
- Kristóf György: Kriza János. Erdélyi Irodalmi Szemle, 1925/4.
- Pálfi Márton: Kriza János halálának 50. évfordulójára. Pásztortűz, 1925/6.
- Gál Kelemen: Kriza János szellemi iránya. Pásztortűz, 1935. 316-17.
- Bözödi György: Kriza János. Erdélyi Helikon 1937/3
- Bözödi György: Kriza levelei. Erdélyi Helikon, 1937/7.
- Faragó József: Ismeretlen Kriza-életrajzok. Közli Erdélyi Néprajzi Tanulmányok 3. Kolozsvár, 1943
- Faragó József: Vadrózsák. Pásztortűz, 1943/12
- Kriza János anyagi küzdelmei a Vadrózsákért. Igaz Szó, 1963/12
- Lőrinczi Elek árkosi népmesegyűjtése. NyIrK 1967/1.
- Vita Zsigmond: Népköltészetünk első gyűjtői. Igaz Szó, 1955/8.
- Mikó Imre: Emlékezés Kriza Jánosra. Korunk, 1961/11.
- Szabó T. Attila: Az évszázados Vadrózsák és a nyelvjáráskutató Kriza János. Magyar Nyelvőr, Budapest, 1964
- Szabó T Attila: Védelemre szorul-e Kriza János? Közli Nép és nyelv. Válogatott tanulmányok, cikkek IV. 1980. 598-601.
- Antal Árpád-Faragó József-Szabó T. Attila: Kriza János. 1965. Második (átdolgozott) kiadás Kolozsvár, 1971
- Benkő Samu: Kriza-tanulmányok. Korunk, 1985/6; újraközölve A helyzettudat változásai. 1977. 386-90.
- Balogh Edgár: Hármas Kriza-kép. Igaz Szó, 1965/8
- Balogh Edgár: Elfeledett Kriza-hagyaték nyomában. Korunk, 1988/9.
- Fóris Pál: Kriza János mesemondója. A Hét, 1972/33.
- Bernád Ágoston: A Vadrózsákat lapozgatva. A Hét, 1975/48.
- Adomák és tanítómesék. Tiboldi István gyűjtése. Sajtó alá rendezte Mészáros József. 1988
- Görbe István: Kriza János költészete. Kolozsvár, 1958 (állami vizsgadolgozat, kéziratban)
- Buchwald Erzsébet: Kriza János és Benedek Elek népmeséinek hitelességéről. Kolozsvár, 1987 (állami vizsgadolgozat, kéziratban)